# Châteaux de Lastours
Pour les articles homonymes, voir Lastours (homonymie).
Cet article concerne quatre châteaux cathares situés dans l'Aude. Pour le château situé en Haute-Vienne, voir château de Lastours.

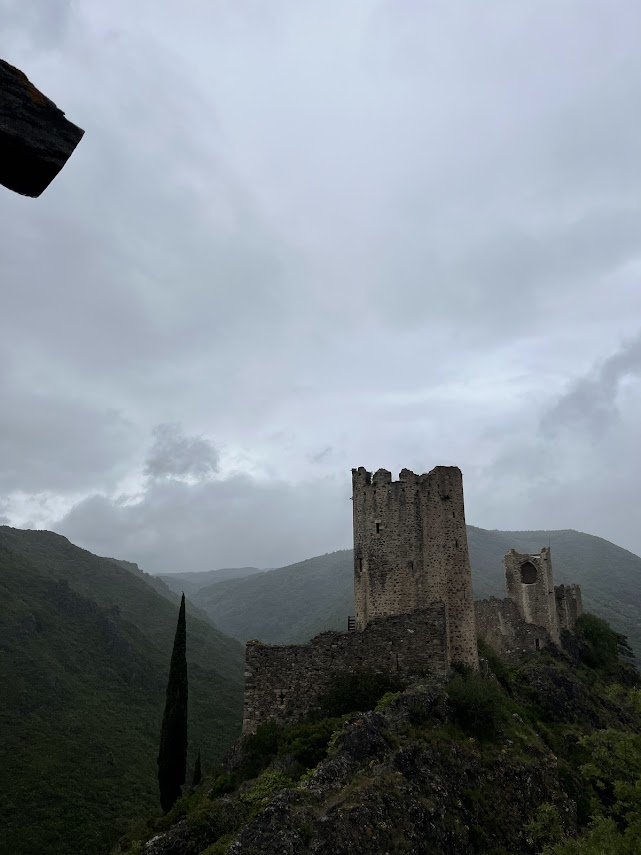
Châteaux de Lastours

Les châteaux de Lastours (en occitan Las Tors, litt. « Les tours ») sont quatre anciens châteaux forts dits cathares des XIIe et XIIIe siècles, bien que reconstruits et remaniés de nombreuses fois jusqu'au XVIIe siècle. Aujourd'hui en ruines, leurs vestiges se dressent sur la commune française de Lastours dans le département de l'Aude en région Occitanie.
Les ruines des quatre châteaux font l'objet d'un classement au titre des monuments historiques par arrêté du 31 octobre 1905. L'ensemble des vestiges des châteaux de Lastours, à savoir l'ensemble castral (châteaux et village castral de Cabaret) est inscrit par arrêté du 27 décembre 2023 auquel se substitue partiellement un arrêté de classement du 4 décembre 2024.

## Localisation
Les quatre châteaux sont construits sur un éperon rocheux au-dessus du village de Lastours, isolés par les profondes vallées de l'Orbiel et du Grésillou, dans le département français de l'Aude. Ils étaient le verrou du Cabardès d'où le nom du château principal « Cabaret ». Ils sont bâtis à 300 mètres d'altitude dans le même axe : Cabaret, la tour Régine, Surdespine et Quertinheux légèrement en retrait.
Ces quatre châteaux font partie d'un seul ensemble même s'ils n'ont aucune structure en commun. Le contexte naturel du site a permis de faire l'économie d'une forteresse de grande taille. Les plans ont été adaptés aux rochers sur lesquels ils sont construits. La construction est parfois hétérogène du fait de l'étalement des remaniements effectués sur les châteaux.

## Historique

### Avant la croisade des albigeois

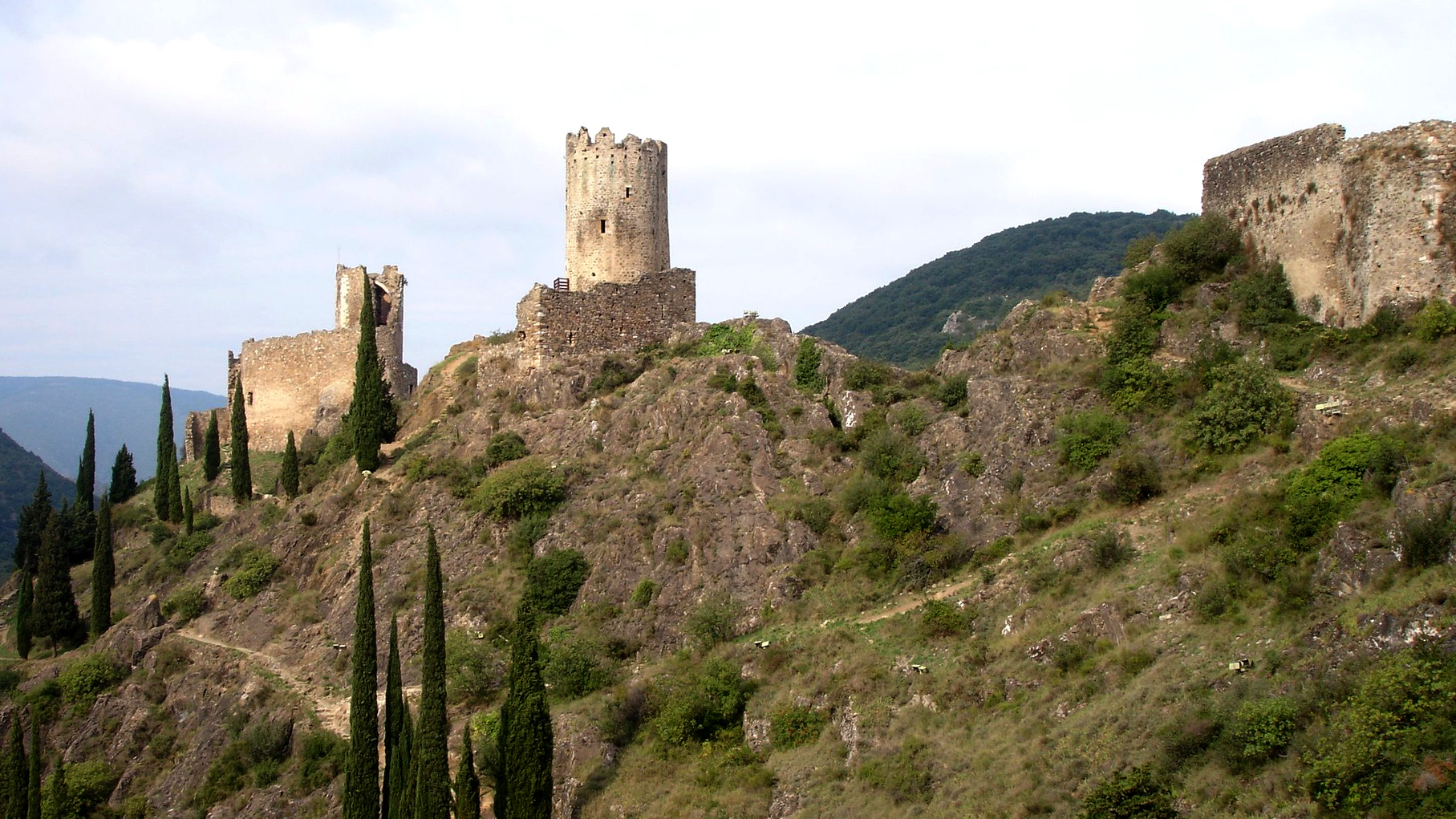
Cabaret, tour Régine et Surdespine sur la crête.

Au Moyen Âge, le site appartient aux seigneurs de Cabaret, mentionnés pour la première fois en 1067. Leurs richesses proviennent notamment de l'exploitation des différents gisements miniers entourant les châteaux. En effet, le Cabardès est riche en minerais de toutes sortes, et depuis l'époque romaine des exploitations minières et des sites de prospections étaient établis dans la région.
Seuls trois châteaux ont été probablement construits au XIe siècle et leurs emplacements ont évolué dans le temps suivant les destructions et reconstructions successives. À cette époque, les seigneurs de Cabaret sont au moins au nombre de vingt-deux.

### Le catharisme à Cabaret
Les châteaux de Lastours sont un pôle d'activité religieuse cathare important durant le XIIIe siècle. Le village castral abritera de nombreuses maisons de parfaits et des évêques cathares vont séjourner à Cabaret : Arnaud Hot, Pierre Isarn et Guiraud Abith. Pour ces raisons, les châteaux vécurent les événements de la croisade des albigeois.
La forteresse appartient à l'époque à Pierre Roger de Cabaret, fidèle de Raymond-Roger Trencavel, qui a combattu à côté de lui lors de la défense de Carcassonne.
Alors que le pays cathare commence à s'agiter dès 1209 contre Simon de Montfort, celui-ci lance dès lors des pillages dans les environs et dans les villages et des attaques contre les châteaux, qui lui résistent victorieusement pendant deux ans. De plus, le croisé Bouchard de Marly, alors seigneur du château de Saissac mais aussi un des plus proches soutiens de Simon de Montfort, dont il a épousé la cousine Alix de Montmorency, est fait prisonnier dans une embuscade par Pierre Roger. Sa libération est ordonnée en 1211, et il est envoyé en ambassade, afin de négocier auprès de Montfort des termes favorables pour la reddition des châteaux, notamment en les échangeant contre d'autres domaines près de Béziers.
Pierre Roger sera un des seuls seigneurs cathares à tenir sa parole, qu'il avait donné à Simon de Montfort, du moins jusqu'à la mort de celui-ci à Toulouse en juillet 1218. En 1223, les seigneurs de Cabaret reprennent donc les armes et recapturent leurs terres. Cabaret devient alors le siège de l'évêché cathare du Carcassès, lorsqu'il accueille l'évêque cathare de Carcassonne, menacé par les dominicains. Le seigneur Pierre Roger résista de nouveau pendant de nombreuses années aux attaques de Humbert V de Beaujeu au cours d'un épisode appelé guerre de Cabaret. Mais en 1226, les châteaux sont assiégés une nouvelle fois et en 1229, Cabaret capitule.

### Durant l'occupation royale
Les villages et châteaux sont pillés puis reconstruits pour devenir des forteresses royales, les habitants ayant probablement été forcés de quitter leurs habitations précipitamment. La disparition des différents villages castraux se fera au profit d'un nouvel espace d'habitat, désigné directement par l'autorité royale, appelé Rivière, et qui sera rebaptisé à la révolution française Lastours, donnant son nom aux ruines des châteaux.
La tour Régine est construite par ordre du roi pour affirmer sa suprématie et renforcer son autorité. Ils deviennent le centre administratif et militaire de six communautés formant la châtellenie du Cabardès. Au XVIe siècle, les châteaux sont occupés par les huguenots. Ils en sont délogés par le maréchal de Joyeuse en 1591.

## Description

### Aux origines (XIesiècle)
Avant la croisade des albigeois, les châteaux ne sont qu'au nombre de trois et ne sont pas disposés sur la crête. Les villages entourent les noyaux castraux de la même façon : avec des maisons, des grottes-refuges, des forges et des citernes situées autour d'un donjon haut et étroit. On retrouve des traces de village sur le versant ouest aménagé en demi-cercle suivant les courbes de niveau autour de la résidence seigneuriale.
Au XIIIe siècle, le roi décide la destruction des trois tours seigneuriales et de leurs habitations afin d'éliminer tout refuge de Cathares. Les châteaux sont cependant reconstruits sur les crêtes afin de les rendre moins accessibles aux tirs des ennemis.

### Les vestiges actuels

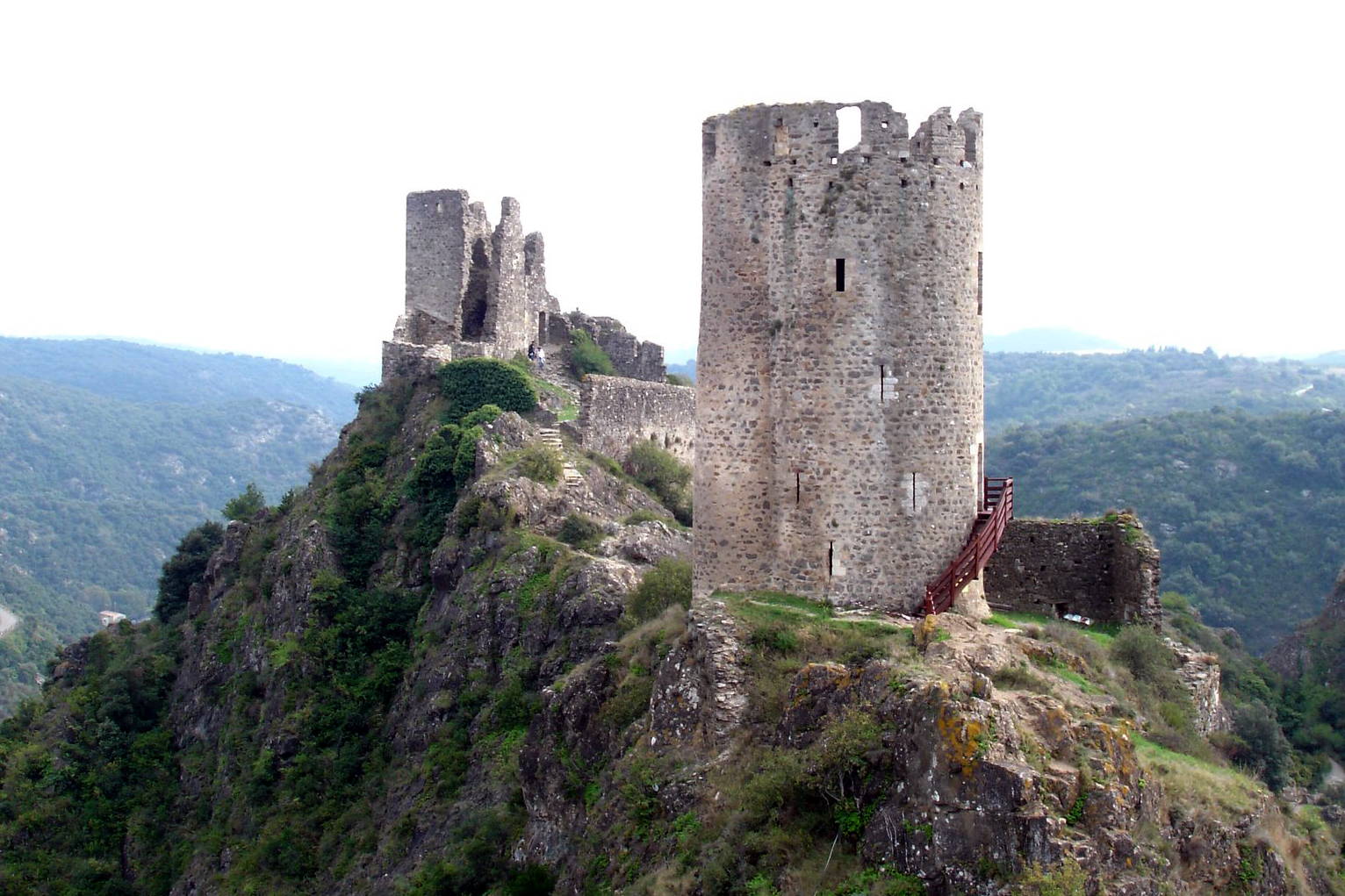
Surdespine et la tour Régine vus depuis Cabaret.

Les quatre châteaux sont placés en haut de la crête sur un axe nord-sud : Cabaret, tour Régine, Surdespine et Quertinheux. Ils contrôlent les principales voies d'accès dans le Cabardès et la montagne noire.
Cabaret 43° 20′ 16″ N, 2° 22′ 39,5″ E
Le château de Cabaret — le site originel — est la citadelle principale avec un système de défense de type barbacane. Il est constitué d'une tour au nord, d'un donjon au sud et d'un corps de logis au centre. Le tout est entouré de remparts avec un chemin de ronde posé sur des arcades aveugles en arcs brisés. L'ensemble est construit avec un appareil irrégulier et des pierres de taille pour les angles et les ouvertures.
Tour Régine 43° 20′ 13,2″ N, 2° 22′ 40,2″ E
La tour Régine est la forteresse la plus récente et la plus petite de l'ensemble. Elle est constituée d'une tour entourée d'une courtine dont les murailles sont effondrées. Au sous-sol, la tour contient la citerne la plus vaste des quatre châteaux. La tour est constituée de trois étages desservis par un escalier à vis. La pierre de calcaire blanc utilisée est identique à celle de Cabaret.
Surdespine 43° 20′ 11″ N, 2° 22′ 42″ E
Le château de Surdespine — jadis le plus vaste — est le moins bien conservé des quatre. Il est constitué d'une tour carrée, d'un logis et d'une citerne. Une courtine de plan rectangulaire protège l'ensemble. Il se caractérise par la rareté de ses meurtrières et par ses quatre fenêtres en plein cintre. La citerne centrale, couverte en berceau brisé, enduite d'un mortier de tuileau étanche a conservé un vestige d'une canalisation en terre cuite qui amenait l'eau des toitures.
Quertinheux 43° 20′ 08″ N, 2° 22′ 39″ E
Le château de Quertinheux (en occitan Quertinhos) est placé le plus au sud de la crête sur un piton rocheux isolé. Il est constitué d'une tour circulaire et d'une courtine polygonale. Une avancée en chicane défend l'entrée du château. Il surplombe les restes d'une église romane détruite.

Vue générale des chateaux de Lastours.
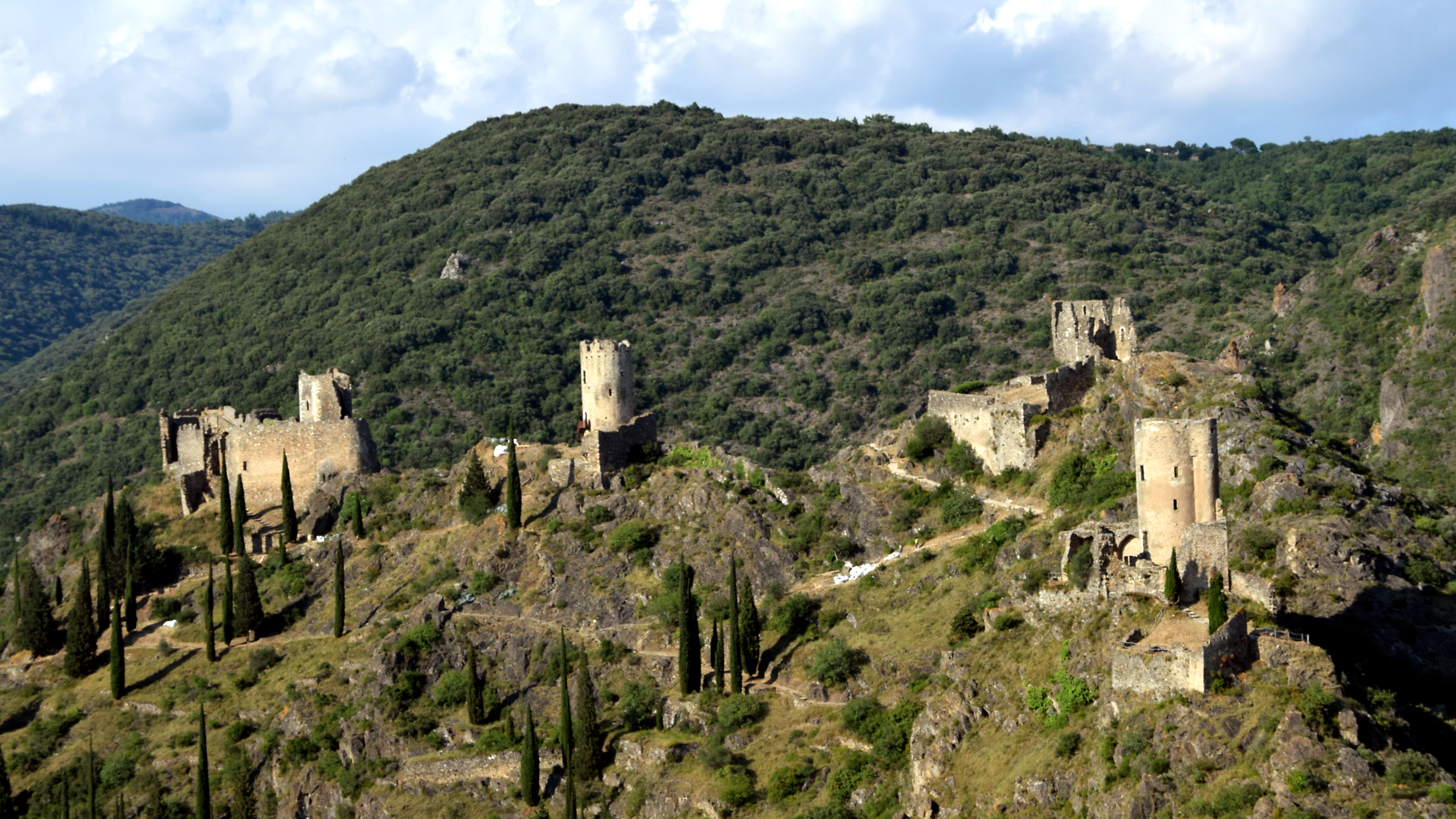
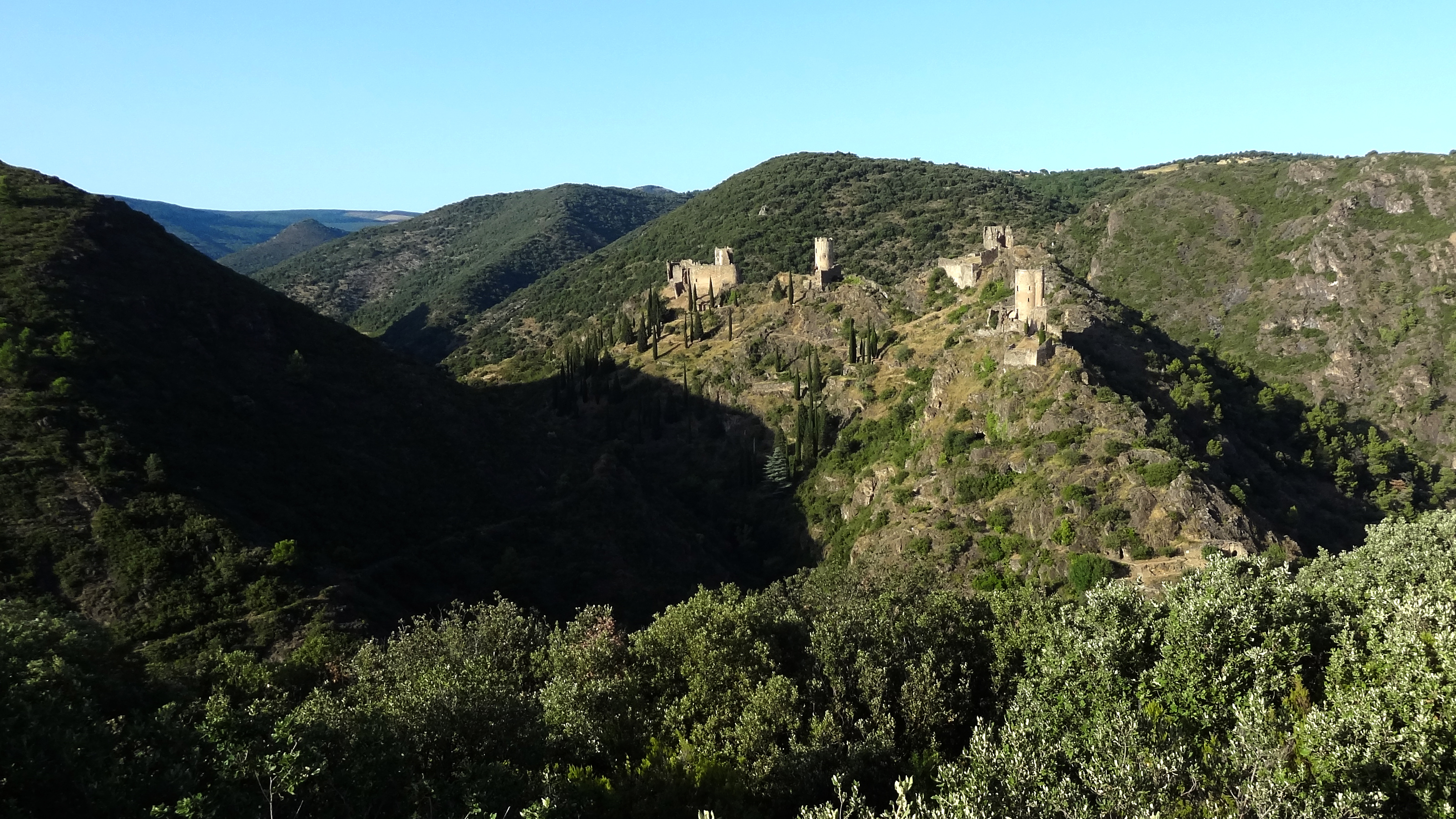
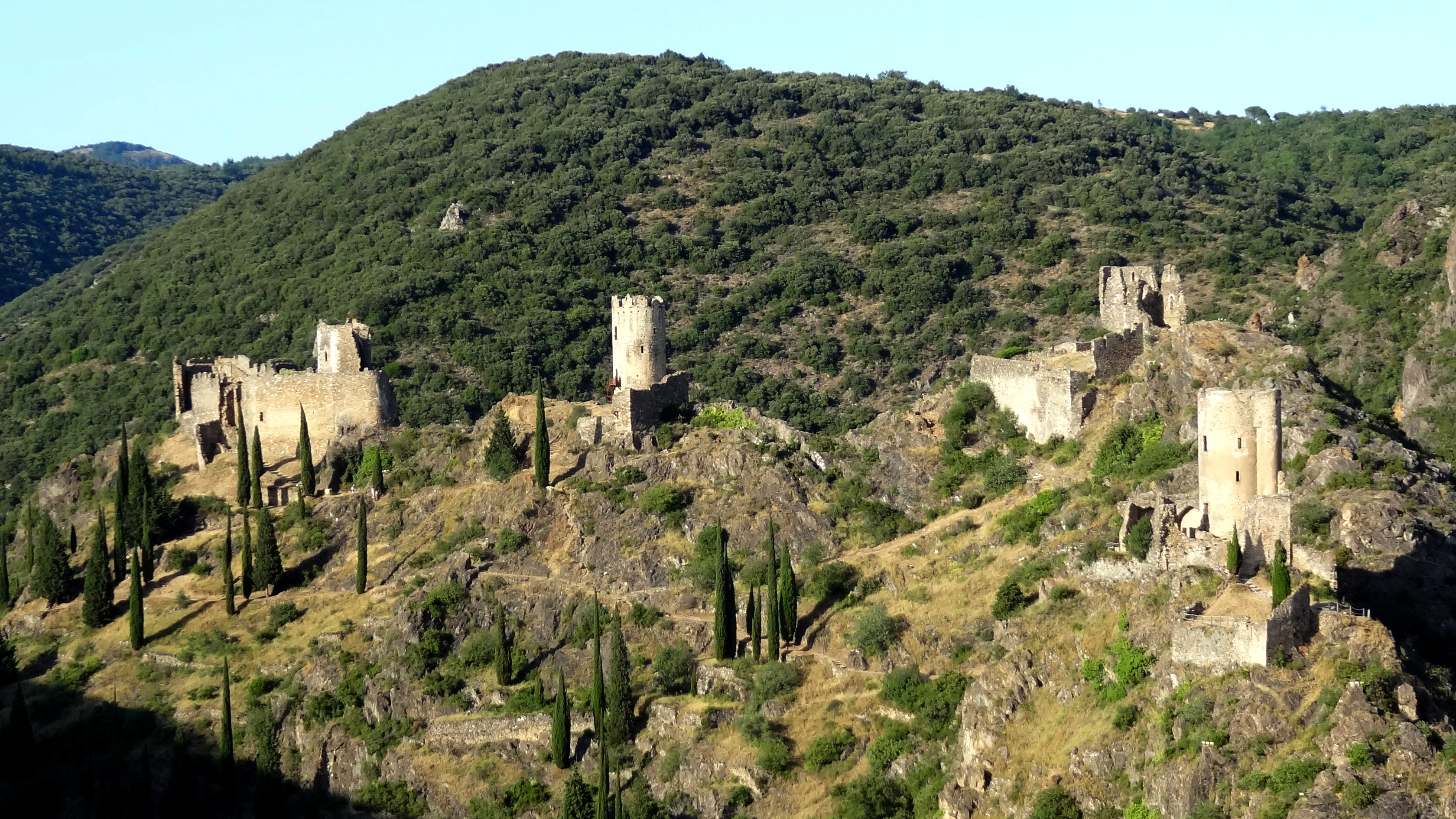
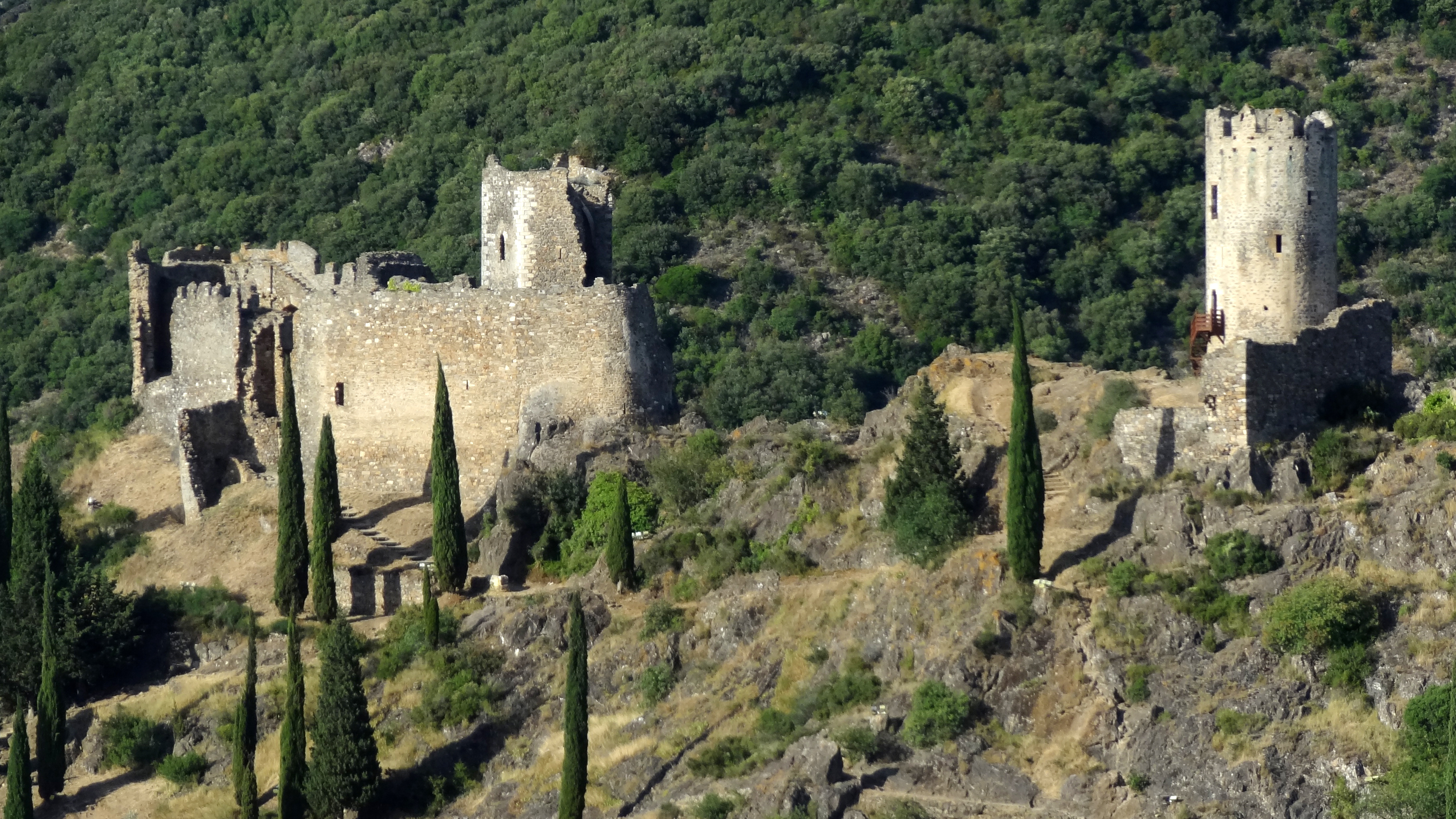

| Lastours Cité de Carcassonne Puilaurens Montségur Puivert Arques Termes Villerouge- Termenès Peyrepertuse Quéribus Aguilar Toulouse Carcassonne Foix Minerve Narbonne vers Montpellier vers Perpignan Méditerranée |